# Winchfield
Winchfield is een civil parish in het bestuurlijke gebied Hart, in het Engelse graafschap Hampshire met 664 inwoners.